# Bulharský fotbalový pohár
Kupa na Bălgarija (bulharsky:Купа на България) je bulharská fotbalová pohárová soutěž, která se hraje každoročně. Pořádá ji Bulharská fotbalová federace – BFS (Bǎlgarski Futbolen Sǎjuz).

## Vítězové
Carský pohár
- 1938:  FK 13 Sofia (1. vítězství)
- 1939:  FK Shipka Sofia (1)
- 1940:  FK 13 Sofia (2)
- 1941:  AS 23 Sofia (1)
- 1942:  PFK Levski Sofia (1)
- 1943–1945: se nehrálo

Pohár sovětské armády
- 1946:  PFK Levski Sofia (2)
- 1947:  PFK Levski Sofia (3)
- 1948:  PFK Lokomotiv Sofia (1)
- 1949:  PFK Levski Sofia (4)
- 1950:  PFK Levski Sofia (5)
- 1951:  PFK CSKA Sofia (1)
- 1952:  PFK Slavia Sofia (1)
- 1953:  PFK Lokomotiv Sofia (2)
- 1954:  PFK CSKA Sofia (2)
- 1955:  PFK CSKA Sofia (3)
- 1956:  PFK Levski Sofia (6)
- 1957:  PFK Levski Sofia (7)
- 1958:  FK Spartak Plovdiv (1)
- 1958/59:  PFK Levski Sofia (8)
- 1959/60:  FK Septemvri (1)
- 1960/61:  PFK CSKA Sofia (4)
- 1961/62:  PFK Botev Plovdiv (1)
- 1962/63:  PFK Slavia Sofia (2)
- 1963/64:  PFK Slavia Sofia (3)
- 1964/65:  PFK CSKA Sofia (5)
- 1965/66:  PFK Slavia Sofia (4)
- 1966/67:  PFK Levski Sofia (9)
- 1967/68:  FK Spartak Sofia (1)
- 1968/69:  PFK CSKA Sofia (6)
- 1969/70:  PFK Levski Sofia (10)
- 1970/71:  PFK Levski Sofia (11)
- 1971/72:  PFK CSKA Sofia (7)
- 1972/73:  PFK CSKA Sofia (8)
- 1973/74:  PFK CSKA Sofia (9)
- 1974/75:  PFK Slavia Sofia (5)
- 1975/76:  PFK Levski Sofia (12)
- 1976/77:  PFK Levski Sofia (13)
- 1977/78:  PFK Marek Dupnica (1)
- 1978/79:  PFK Levski Sofia (14)
- 1979/80:  PFK Slavia Sofia (6)
- 1980/81:  PFK Botev Plovdiv (2)
- 1981/82:  PFK Lokomotiv Sofia (3)

Bulharský pohár
- 1982/83:  PFK CSKA Sofia (10)
- 1983/84:  PFK Levski Sofia (15)
- 1984/85:  PFK CSKA Sofia (11)
- 1985/86:  PFK Levski Sofia (16)
- 1986/87:  PFK CSKA Sofia (12)
- 1987/88:  PFK CSKA Sofia (13)
- 1988/89:  PFK CSKA Sofia (14)
- 1989/90:  OFK Sliven 2000 (1)
- 1990/91:  PFK Levski Sofia (17)
- 1991/92:  PFK Levski Sofia (18)
- 1992/93:  PFK CSKA Sofia (15)
- 1993/94:  PFK Levski Sofia (19)
- 1994/95:  PFK Lokomotiv Sofia (4)
- 1995/96:  PFK Slavia Sofia (7)
- 1996/97:  PFK CSKA Sofia (16)
- 1997/98:  PFK Levski Sofia (20)
- 1998/99:  PFK CSKA Sofia (17)
- 1999/00:  PFK Levski Sofia (21)
- 2000/01:  PFK Litex Loveč (1)
- 2001/02:  PFK Levski Sofia (22)
- 2002/03:  PFK Levski Sofia (23)
- 2003/04:  PFK Litex Loveč (2)
- 2004/05:  PFK Levski Sofia (24)
- 2005/06:  PFK CSKA Sofia (18)
- 2006/07:  PFK Levski Sofia (25)
- 2007/08:  PFK Litex Loveč (3)
- 2008/09:  PFK Litex Loveč (4)
- 2009/10:  PFK Beroe (1)
- 2010/11:  PFK CSKA Sofia (19)
- 2011/12:  PFK Ludogorec Razgrad (1)
- 2012/13:  PFK Beroe (2)
- 2013/14:  PFK Ludogorec Razgrad (2)
- 2014/15:  PFK Černo More Varna (1)
- 2015/16:  PFK CSKA Sofia (20)
- 2016/17:  PFK Botev Plovdiv (3)
- 2017/18:  PFK Slavia Sofia (8)
- 2018/19:  PFK Lokomotiv Plovdiv (1)
- 2019/20:  PFK Lokomotiv Plovdiv (2)
- 2020/21:  PFK CSKA Sofia (21)
- 2021/22:  PFK Levski Sofia (26)
- 2022/23:  PFK Ludogorec Razgrad (3)
- 2023/24:  PFK Botev Plovdiv (4)

## Celková statistika
| Klub                  | Vítězné finále | Vítězné sezony |
| PFK Levski Sofia      | 26             | 1942, 1946, 1947, 1949, 1950, 1956, 1957, 1958/59, 1966/67, 1969/70, 1970/71, 1975/76, 1976/77, 1978/79, 1983/84, 1985/86, 1990/91, 1991/92, 1993/94, 1997/98, 1999/00, 2001/02, 2002/03, 2004/05, 2006/07, 2021/22 |
| PFK CSKA Sofia        | 21             | 1951, 1954, 1955, 1960/61, 1964/65, 1968/69, 1971/72, 1972/73, 1973/74, 1982/83, 1984/85, 1986/87, 1987/88, 1988/89, 1992/93, 1996/97, 1998/99, 2005/06, 2010/11, 2015/16, 2020/21                                  |
| PFK Slavia Sofia      | 8              | 1952, 1962/63, 1963/64, 1965/66, 1974/75, 1979/80, 1995/96, 2017/18 |
| PFK Litex Loveč       | 4              | 2000/01, 2003/04, 2007/08, 2008/09 |
| PFK Lokomotiv Sofia   | 4              | 1948, 1953, 1981/82, 1994/95 |
| PFK Botev Plovdiv     | 4              | 1961/62, 1980/81, 2016/17, 2023/24 |
| PFK Ludogorec Razgrad | 3              | 2011/12, 2013/14, 2022/23 |
| PFK Lokomotiv Plovdiv | 2              | 2018/19, 2019/20 |
| PFK Beroe             | 2              | 2009/2010, 2012/2013 |
| FK 13 Sofia           | 2              | 1938, 1940 |
| FK Spartak Plovdiv    | 1              | 1958 |
| FK Spartak Sofia      | 1              | 1967/68 |
| PFK Černo More Varna  | 1              | 2014/15 |
| FK Shipka Sofia       | 1              | 1939 |
| FK Septemvri          | 1              | 1959/60 |
| PFK Marek Dupnica     | 1              | 1977/78 |
| OFK Sliven 2000       | 1              | 1989/90 |
| AS 23 Sofia           | 1              | 1941 |